# Kaito Yamamoto
Kaito Yamamoto (japonès: 山本海人)  (Shizuoka, 10 de juliol de 1985) és un futbolista japonès.

## Selecció japonesa
Va formar part de l'equip olímpic japonès als Jocs Olímpics d'estiu de 2008.